# Ганна
Га́нна (итал. Lago di Ganna) — озеро на севере Италии. Расположено в провинции Варезе в регионе Ломбардия. Озеро находится на высоте 452 метра над уровнем моря в предгорной долине. С 1984 года оно объявлено природным заповедником.
Озеро находится в округе Ганна коммуны Вальганна у автострады SS 233. Единственный приток  озера — река Маргораббиа, которая ниже по течению впадает в озеро Гирла. 
Климат в районе озера континентальный, характерный для приальпийских долин. Минимальная температура — −20 °C зимой и +25 °C летом. 
Среди приозёрных растений распространены тростник обыкновенный, кувшинка, чилим, ряска, ива, ольха. 
Из фауны распространены щука, линь, кряква и тростниковая овсянка.